# Оберзонтхайм
Оберзонтхайм (нем. Obersontheim) — община в Германии, в земле Баден-Вюртемберг. 
Подчиняется административному округу Штутгарт. Входит в состав района Швебиш-Халль.  Население составляет 4736 человек (на 31 декабря 2010 года). Занимает площадь 54,82 км².

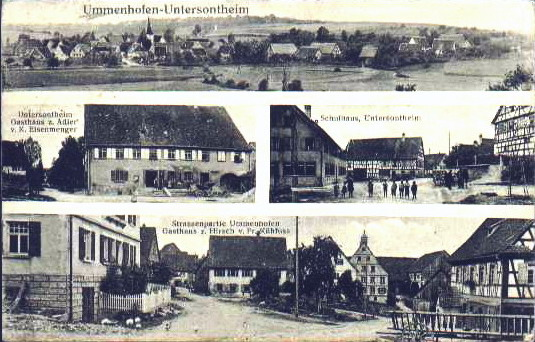
Оберзонтхайм